# Bakpia
Bakpia Pathok – charakterystyczne dla kuchni indonezyjskiej okrągłe, lekko spłaszczone ciasto wypełnione mieszanką fasoli mung i cukru.

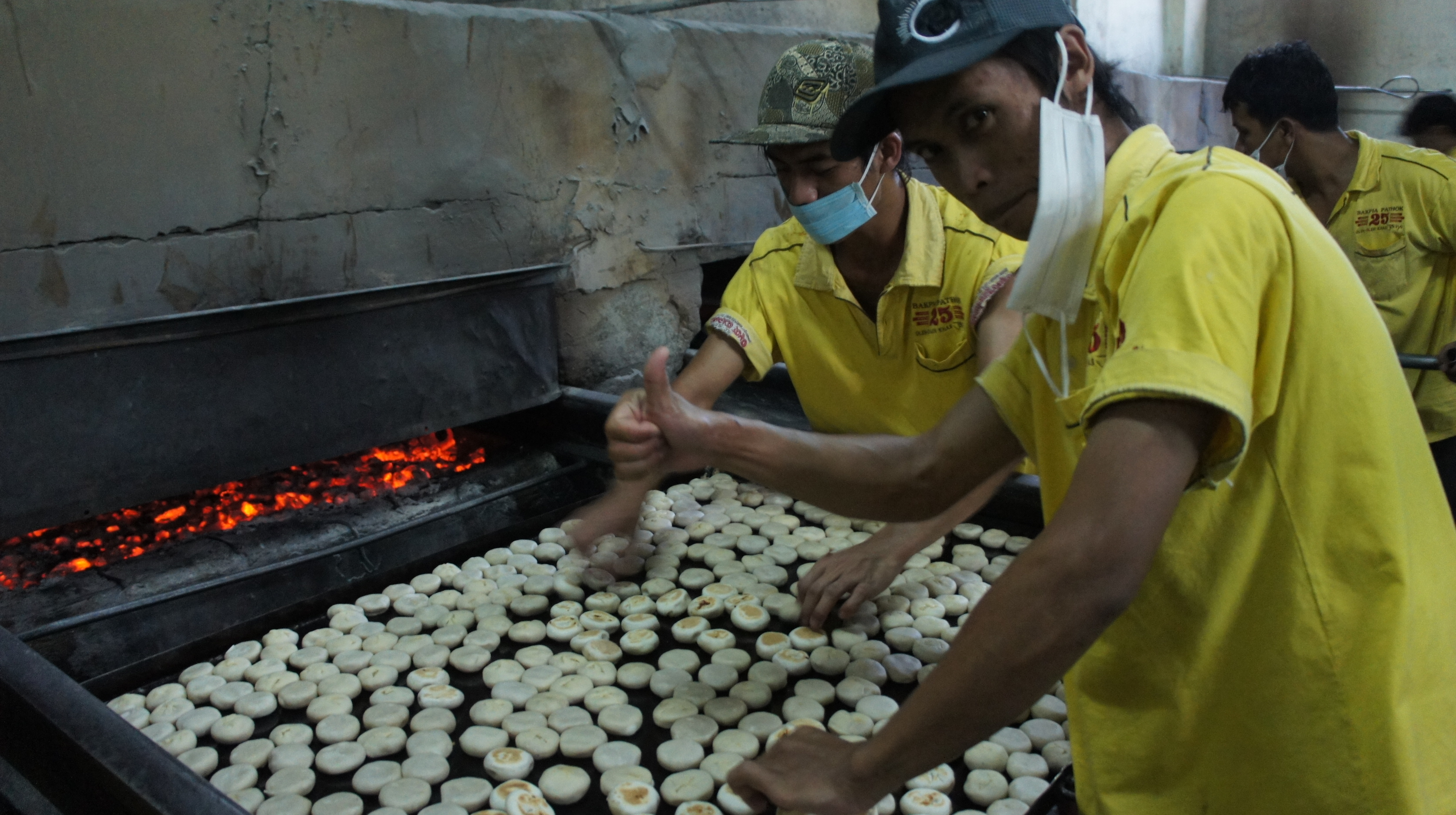
Pieczenie bakpii

Upieczona bakpia charakteryzuje się miękką i kruchą konsystencją na zewnątrz. Wnętrze zawierające nadzienie ma natomiast konsystencję pasty, która doskonale przylega do ciasta.
Oprócz tradycyjnego nadzienia z fasoli mung, bakpia jest obecnie przygotowywana z czekoladą, serem i owocami (np. ananasem czy durianem). W początkach XXI wieku pojawiły się inne, mniej tradycyjne smaki, takie jak cappuccino, serek bananowy, serek jagodowy i tuńczyk. Mimo że na powstanie wypieku wpływ wywarła tradycyjna kuchnia chińska, specjalność ta została dostosowana do lokalnych smaków i stała się jedną z najbardziej lubianych przekąsek ulicznych w Indonezji. Ciasto jest też uważane za popularną pamiątkę kulinarną dla turystów. W Indonezji bakpię można kupić u ulicznych sprzedawców, ze straganów i sklepów oferujących zapakowane wersje ciasta.
Nazwa wywodzi się od przedmieścia Yogyakarty, Pathok, gdzie początkowo (około 1948) wyrabiano te ciastka. Do około 1980 produkt sprzedawano bezpośrednio z koszy, dopiero potem zaczęto go pakować i oznaczać danymi producenta.